# Kompressionspunkt
Der Kompressionspunkt dient zur quantitativen Beschreibung des nichtlinearen Verhalten eines aktiven Elements (etwa eines Verstärkers) z. B. bei Audiokomponenten oder in der Hochfrequenztechnik. Er gibt die größte Amplitude des Eingangssignals an, bei der die durch Nichtlinearität hervorgerufenen Verzerrungen ein vorgegebenes Maß noch nicht überschreiten.
Ursache des nichtlinearen Verhaltens ist die Sättigung, die bei jedem verstärkenden Bauelement (Transistor, Elektronenröhre) oberhalb einer bestimmten Eingangsamplitude eintritt. Die Bezeichnung Kompressionspunkt weist darauf hin, dass die Sättigung immer zu einem gegenüber dem linearen Fall verkleinerten, also "komprimierten" (zusammengedrückten) Ausgangssignal führt.

## Definition
Der 1-dB-Kompressionspunkt, oft als P1dB bezeichnet, ist derjenige Wert der Eingangsamplitude, bei dem die Leistung des Ausgangssignals auf der Grundfrequenz um 1 Dezibel von der idealen linear extrapolierten Kennlinie des Bauteils abweicht
{\displaystyle P_{1\mathrm {dB} }=10\log \left({\frac {P_{\mathrm {real} }}{P_{\mathrm {ideal} }}}\right)=-1.}
({\displaystyle P_{\mathrm {real} }} und {\displaystyle P_{\mathrm {ideal} }} sind hier lineare Größen.)
In Datenblättern wird der P1dB als Eingangsleistung in dBm angegeben.
Neben dem 1-dB-Kompressionspunkt kann man auch jeden beliebigen andern Kompressionspunkt, z. B. P3dB für eine Abweichung von 3 dB, definieren.

## Berechnung der Amplitude

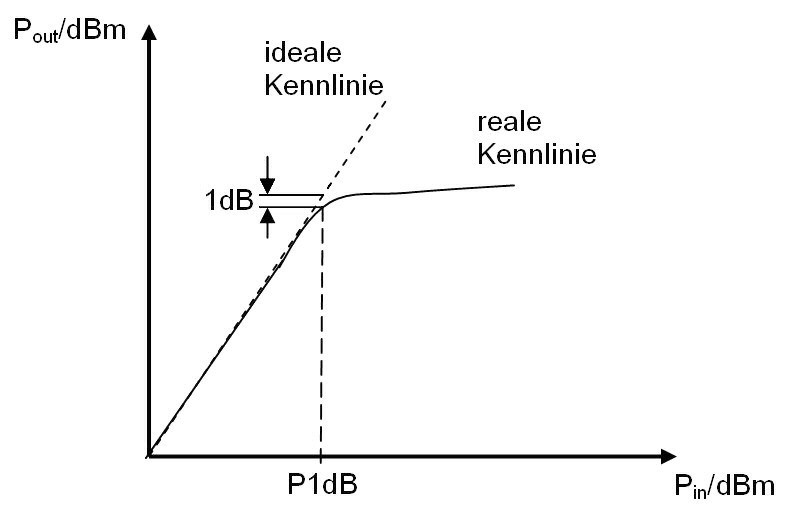
Schematische Darstellung des P1dB

Die Kennlinie eines nicht linearen Verstärkers lässt sich durch eine Taylor-Reihe
{\displaystyle U_{\mathrm {out} }=U_{0}+\alpha \cdot U_{\mathrm {in} }+\beta \cdot {U_{\mathrm {in} }}^{2}+\gamma \cdot {U_{\mathrm {in} }}^{3}+...}
beschreiben.
Im 1-dB-Kompressionspunkt gilt
{\displaystyle -1=20\log {\frac {\alpha \cdot U_{\mathrm {1dB} }+{\frac {3}{4}}\gamma \cdot {U_{\mathrm {1dB} }}^{3}}{\alpha \cdot U_{\mathrm {1dB} }}}.}
{\displaystyle U_{\mathrm {1dB} }} ist die Amplitude im 1-dB-Kompressionspunkt
Umgestellt ergibt sich:
{\displaystyle U_{\mathrm {1dB} }={\sqrt {(10^{-{\frac {1}{20}}}-1)\cdot {\frac {4\alpha }{3\gamma }}}}}
bzw. logarithmisch:
{\displaystyle A_{\mathrm {1dB} }=20\log \left({\sqrt {(10^{-{\frac {1}{20}}}-1)\cdot {\frac {4\alpha }{3\gamma }}}}\right)=10\log \left({(10^{-{\frac {1}{20}}}-1)\cdot {\frac {4\alpha }{3\gamma }}}\right)}